# Carl Arnold Kortum
Carl Arnold Kortum (Mülheim an der Ruhr, 5 luglio 1745 – Bochum, 15 agosto 1824) è stato uno scrittore tedesco.
Medico, è noto principalmente per la sua opera come scrittore e poeta.
Kortum ha scritto popolari opere mediche e una serie di opere meno redditizie su vari argomenti, che vanno dall'apicoltura ad argomenti sull'alchimia.